# 股動脈
股動脈（拉丁語：arteria femoralis）是外髂動脈的直接延续，為供應下肢的主要動脈。 外髂動脈在經過腹股溝韌帶深層後移行為總股動脈。之後總股動脈會分為股動脈及深股動脈，在股三角中沿前內側下行。股動脈之後會穿過內收肌管，並進入內收大肌，進入內收大肌後股動脈移行為膕動脈。

## 解剖構造
股動脈的起源處3到4公與股靜脈伴行，包覆於股動脈鞘之中。

與股動脈相關的解剖構造如下：
- 前側：股動脈前方被筋膜包圍，位於縫匠肌後方。
- 後側：股動脈由起源處往肢端分別枕在髂腰肌（英语：iliopsoas）、恥骨肌（英语：pectineus），和內收長肌（英语：adductor longus）上方，股靜脈則在股動脈和內收長肌間伴行。
- 內側：股靜脈仔股動脈上端延內側下行。
- 外側：股神經（英语：femoral nerve）及其分支。

下列是股動脈的分支：
- 淺旋髂動脈（英语：superficial circumflex iliac artery）：為股動脈的一條小分支，會上行至前上髂嵴（英语：anterior superior iliac spine）。
- 淺腹壁動脈：為股動脈的一條小分支，會跨越腹股溝韌帶上行至肚臍。
- 淺外陰動脈（英语：superficial external pudendal artery）：為股動脈的一條小分支，會向內行走至陰囊（或大陰脣），供應該處表皮。
- 深外陰動脈（英语：deep external pudendal artery）：為股動脈的一條小分支，會向內行走至陰囊（或大陰脣），供應該處表皮。
- 股深動脈為股動脈相當重要的一條大分支，股深動脈會由腹股溝韌帶下方4公分處，自股動脈外側發出，會再其他大腿血管後方向內行走，並進入大腿內隔間（英语：Medial compartment of thigh）。股深動脈會分出四條穿通支，最後一條穿通支唯股深動脈的終末分支。股深動脈在起點處有有兩條分支，分別為內旋股動脈和外旋股動脈。
- 膝降動脈（英语：descending genicular artery）位於股動脈末端，接近股動脈將穿入內收大孔處，該動脈供應膝關節。

在臨床上，股動脈未分支出股深動脈以前又常被稱為「股總動脈」（Common femoral artery）而股動脈的延續分支則又被稱做股淺動脈（superficial femoral artery） 或縫下動脈 (subsartorial artery)。

## 其他圖像

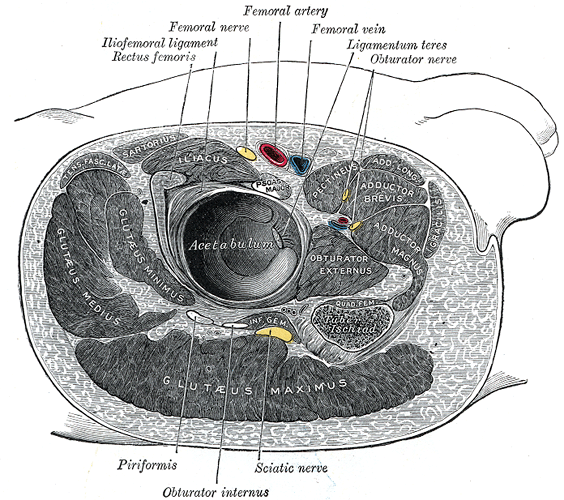
Structures surrounding right hip-joint.
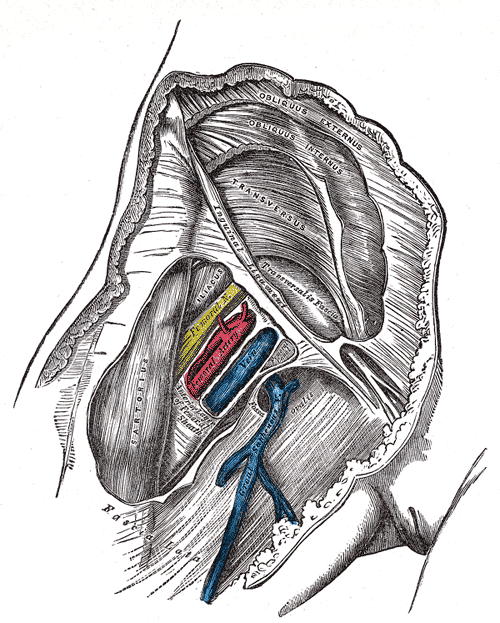
Femoral sheath laid open to show its three compartments.
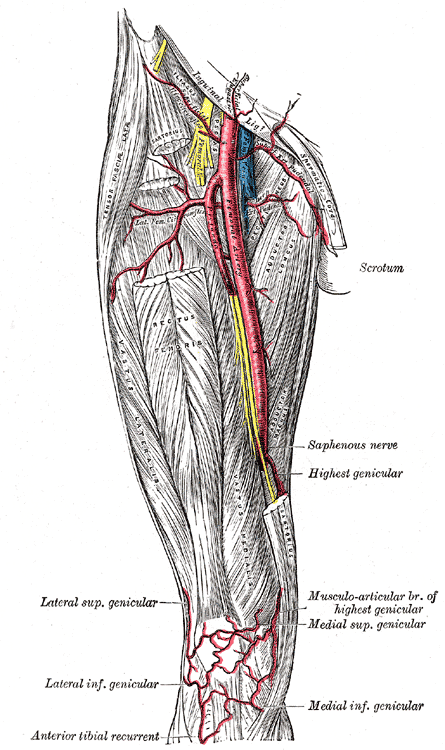
The femoral artery.
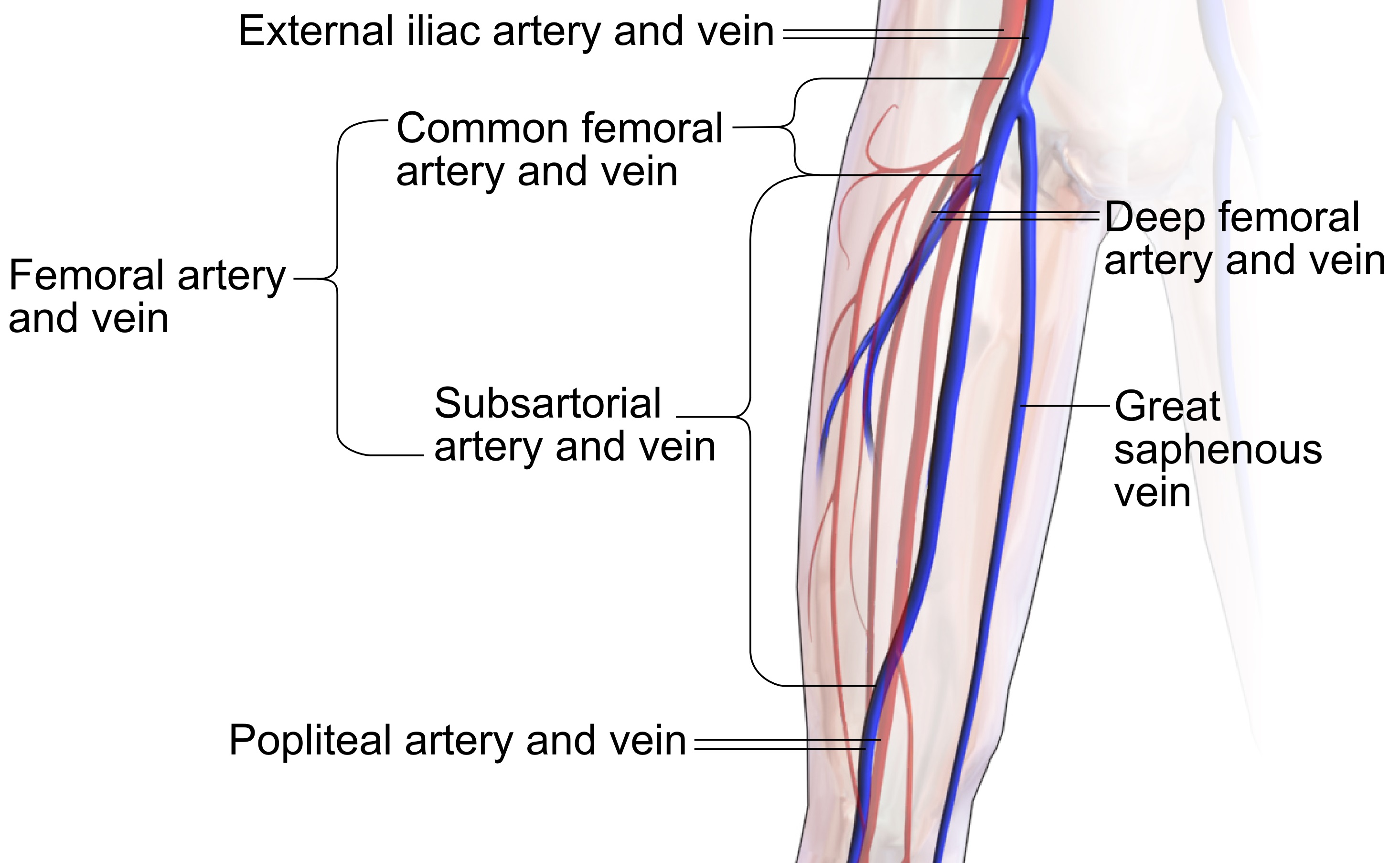
Segments of the femoral artery.
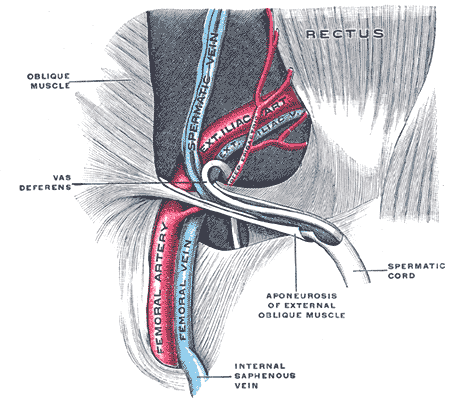
The spermatic cord in the inguinal canal.
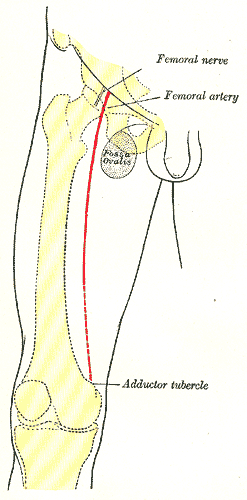
Front of right thigh, showing surface markings for bones, femoral artery and femoral nerve.
Schema of arteries of the thigh.
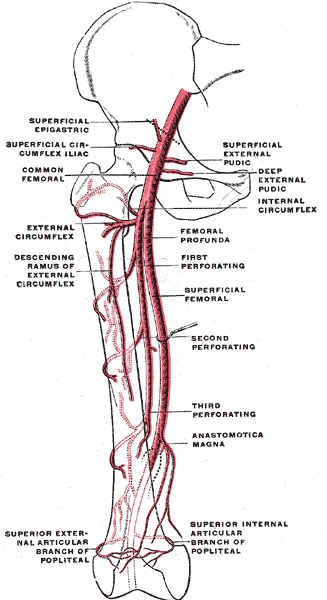
Femoral artery and its major branches - right thigh, anterior view.
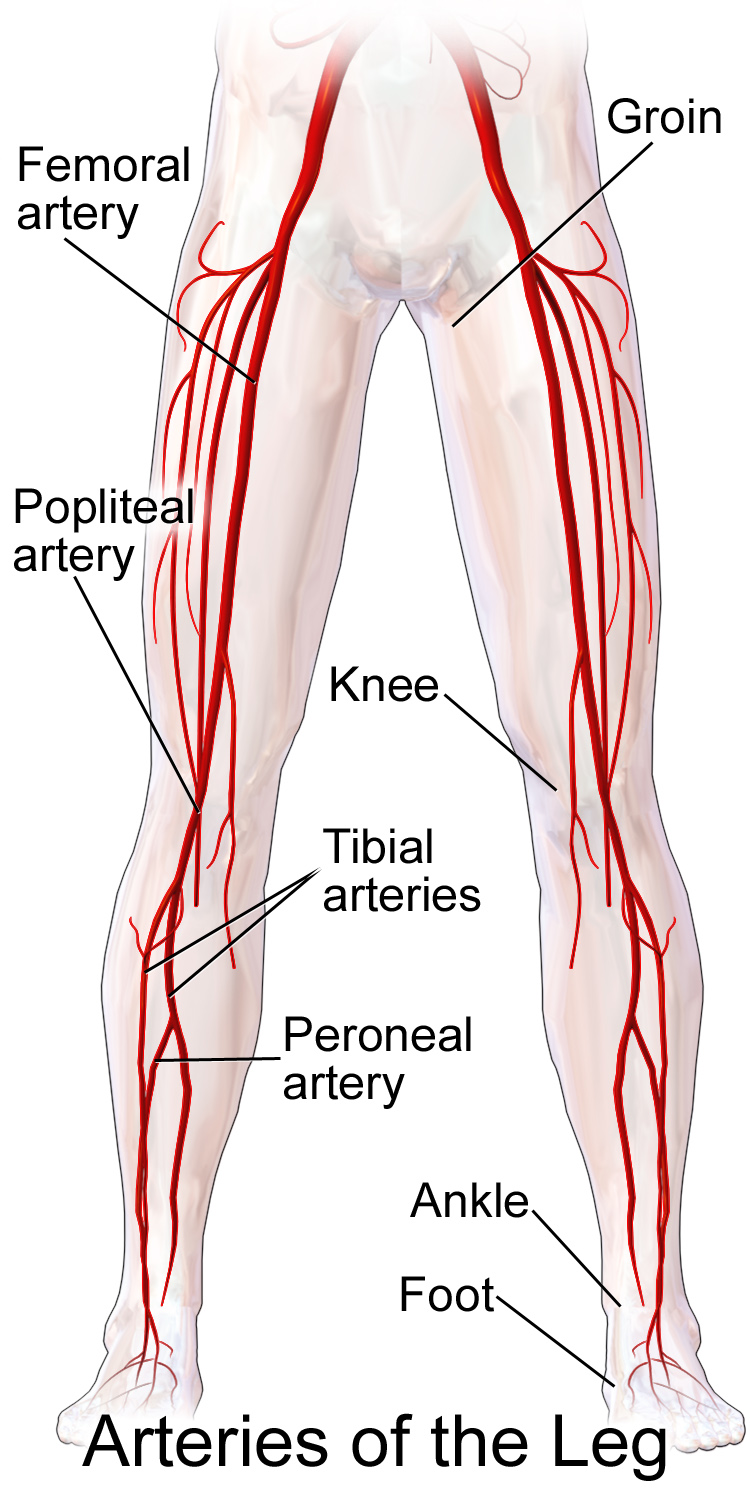
Illustration depicting main leg arteries (anterior view).
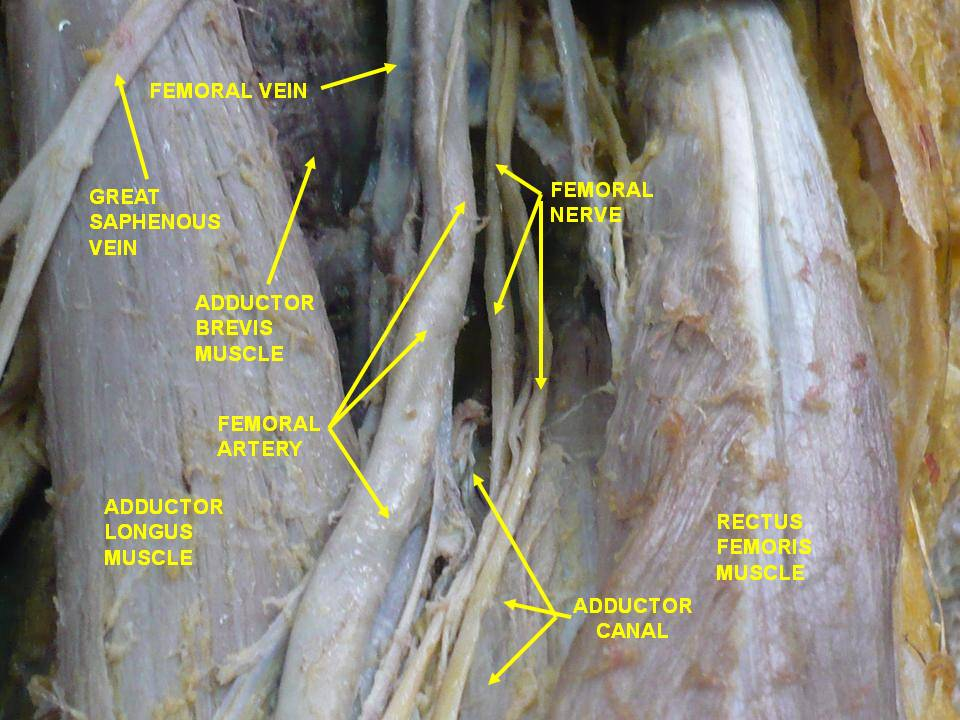
Femoral artery.Deep dissection.
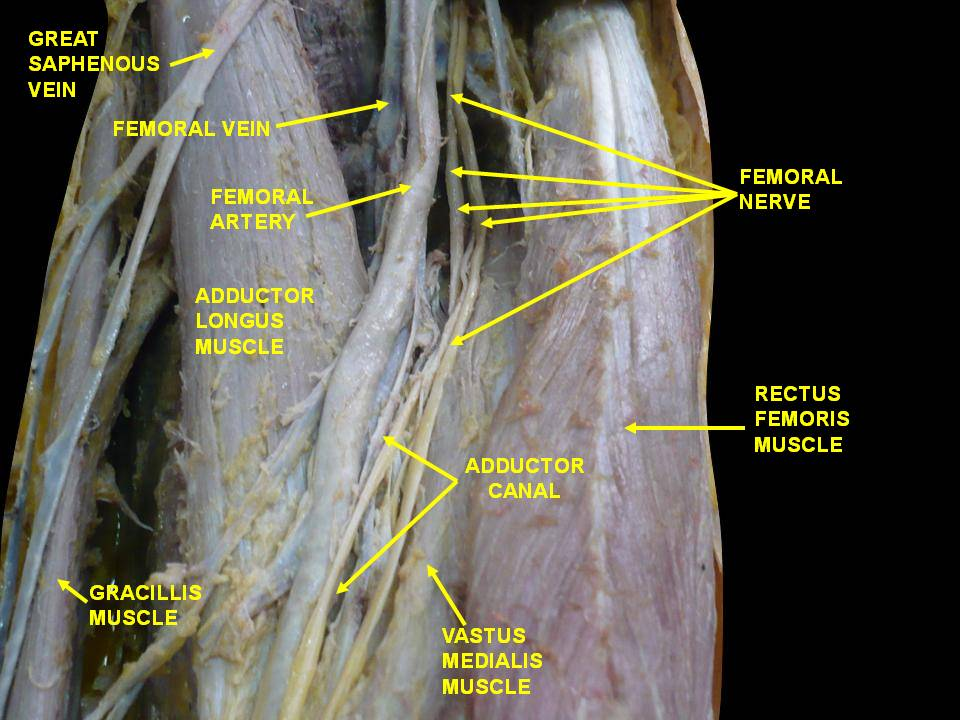
Femoral artery.Deep dissection.

## 外部連結
- 人体解剖学在线（Human Anatomy Online）网站上的相关图片：12:05-0101
- 橫截面圖像：pelvis/pelvis-e12-15 - 維也納醫科大學生物塑化實驗室提供
- Image at umich.edu - pulse
- Diagram at MSU